# あの娘がいいな
『あの娘がいいな』（あのこがいいな）は、1970年4月3日から同年9月25日まで日本科学技術振興財団テレビ事業本部(東京12チャンネル)（現：テレビ東京)で放送されたテレビドラマ。全26回。

## 概要
江戸時代から6代続く老舗割烹店「浜芳」を舞台の中心とし、そこの女将と婿養子の亭主、三人の娘たちが繰り広げるホームドラマ。娘たちの恋と成長、青春時代の喜びと悲しみなどを明朗でユーモラスに描いていった。
放送時間は毎週金曜20:00 - 20:56（JST）だが、第24話「貴女ならどうする」はプロ野球中継「ロッテ×南海」（東京スタジアム）のため金曜21:00 - 21:56（JST）に繰り下げて放送された。

## 出演者
- 高柳芳江：淡島千景
- 高柳欣造：本郷秀雄
- 高柳葉子：山本陽子
- 高柳英子：長谷川照子
- 高柳京子：榊原るみ
- 田所省一：和田浩治
- 北沢保夫：二谷英明
- 若浦布美輔：三浦布美子 - 踊りの師匠。
- 松永博：大泉滉
- 工藤佳子：正司花江
- 六さん：本郷淳
- 田所省作：山田禅二
- 島村九一：長沢純
- 健ちゃん：うえずみのる
- トモ子：悠木千帆（現・樹木希林）
- 久保彦三：中村是好
- くに：浦辺粂子
- ほか

## サブタイトル
| 話 | 放送日   | サブタイトル             | 脚本         | 監督     |
| -- | -------- | ------------------------ | ------------ | -------- |
| 1  | 1970.4.3 | くたばれ女性上位         | 渡辺臣蔵     | 手銭弘喜 |
| 2  | 4.10     | 海のあるもの空遠く       | 渡辺臣蔵     | 手銭弘喜 |
| 3  | 4.17     | 油断大敵!                | 布勢博一     | 手銭弘喜 |
| 4  | 4.24     | 勝手にしやがれ           | 布勢博一     | 手銭弘喜 |
| 5  | 5.1      | あの人だあれ             | 布勢博一     | 手銭弘喜 |
| 6  | 5.8      | 涙甘いかしょっぱいか     | 岡本克己     | 村田啓三 |
| 7  | 5.15     | プレイ婆さん上京す!      | 若尾徳平     | 村田啓三 |
| 8  | 5.22     | 掘出しものです!          | 布勢博一     | 村田啓三 |
| 9  | 5.29     | 逆転逆転! また逆転!      | 布勢博一     | 村田啓三 |
| 10 | 6.5      | あんな奴大嫌い!          | 小山内美江子 | 村田啓三 |
| 11 | 6.12     | ニャロメで勝負!          | 布勢博一     | 馬越安彦 |
| 12 | 6.19     | キッスの味               | 岡本克己     | 手銭弘喜 |
| 13 | 6.26     | 恋のマジック             | 布勢博一     | 手銭弘喜 |
| 14 | 7.3      | 男三人寄れば?            | 小山内美江子 | 馬越安彦 |
| 15 | 7.10     | 湯けむりゴーゴー         | 岡本克己     | 馬越安彦 |
| 16 | 7.17     | 愛するって耐えることなの | 布勢博一     | 村田啓三 |
| 17 | 7.24     | ピンクにご用心!          | 布勢博一     | 村田啓三 |
| 18 | 7.31     | 妻の季節                 | 小山内美江子 | 手銭弘喜 |
| 19 | 8.7      | 危険な関係               | 小山内美江子 | 手銭弘喜 |
| 20 | 8.14     | 夏のたわむれ             | 岡本克己     | 馬越安彦 |
| 21 | 8.21     | 結婚前夜                 | 岡本克己     | 村田啓三 |
| 22 | 8.28     | 新婚だぜセニョール!      | 小山内美江子 | 村田啓三 |
| 23 | 9.4      | 可愛い秘密               | 布勢博一     | 馬越安彦 |
| 24 | 9.11     | 貴女ならどうする         | 岡本克己     | 馬越安彦 |
| 25 | 9.18     | ひとりぼっちの自由       | 岡本克己     | 手銭弘喜 |
| 26 | 9.25     | 恋のフィナーレ           | 布勢博一     | 手銭弘喜 |

## スタッフ
- 脚本：渡辺臣蔵、布勢博一、岡本克己、若尾徳平、小山内美江子
- 演出：手銭弘喜、村田啓三、馬越安彦
- 制作：東京12チャンネル、日活